# Colin Gregory

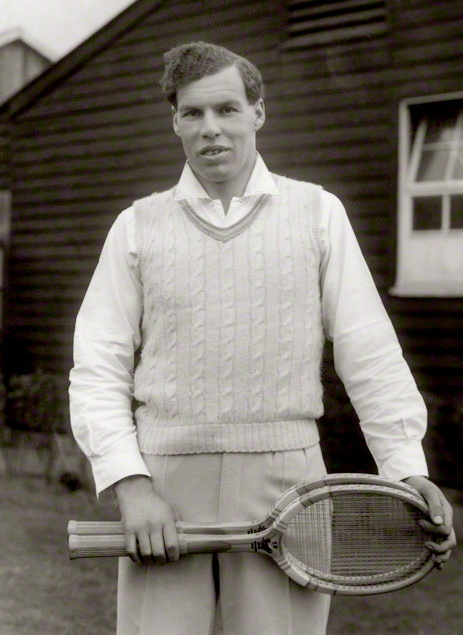
Colin Gregory (1932)

John Colin Gregory (* 28. Juli 1903 in Beverley, Yorkshire, Großbritannien; † 10. September 1959 in Wimbledon) war ein britischer Tennisspieler.
Im Jahr 1929 gewann er die Australischen Tennismeisterschaften. Im Finale besiegte er den Australier Bob Schlesinger in vier Sätzen mit 6:2, 6:2, 5:7 und 7:5.